# Par les chemins de la soie
Par les chemins de la soie (titre original : Black Powder War) est un roman écrit par Naomi Novik, publié en 2006 puis traduit en français en 2008. Il est le troisième tome de la série de romans de fantasy Téméraire. Ce livre, ainsi que les premier et le deuxième dans la série Téméraire, Les Dragons de Sa Majesté et Le Trône de jade, parus également en 2006, ont obtenu ensemble le prix Locus du meilleur premier roman.
Le voyage en Chine à peine terminé, Laurence se voit attribuer une mission de haute importance : ramener trois œufs de dragons d'une valeur inestimable de Constantinople jusqu'en Angleterre. Mais pendant le trajet, les troupes de Napoléon se dressent sur le chemin de Will et de son chargement précieux. Toutefois, des alliés de tailles leur viennent en aide.

## Résumé
Après la mort du prince son cavalier, causée par Téméraire, Lien, la dragonne albinos, déclare froidement sa haine à Téméraire, avant de partir se mettre au service de leurs ennemis, les Français. Elle ne s'en prendra pas directement à Laurence ni à Téméraire mais fera tout pour tout ruiner autour d'eux afin qu'il ne leur reste plus rien. 
Sur ce leur arrive une dépêche leur enjoignant d'aller à Constantinople d'urgence chercher 4 œufs de cracheurs de feu. Bien que ne comprenant pas pourquoi c'est à eux, qui se trouvent si loin, qu'a échu cette mission, ils se préparent à partir; l'Allégiance, leur navire, n'étant pas disponible, ils doivent prendre la route terrestre. Guidés par le messager Tharkay, ils accomplissent un long périple, semé de brigands, humains comme dragons; cependant Tharkay disparaît et réapparaît plusieurs fois au cours de ce voyage, ce qui amène Laurence à douter de sa loyauté. 
Arrivés à destination, ils s'entendent dire que finalement le marché est annulé car le secrétaire chargé d'apporter l'argent a disparu, ainsi que toute la maisonnée de l'ambassadeur anglais.  Laurence, Téméraire, et tout leur équipage, sont "invités" à demeurer à Constantinople le temps que tout soit éclairci. Mais le temps passe sans élément nouveau, et devant le caractère louche de cette affaire, la mauvaise volonté manifeste de leurs hôtes à s'en occuper, l'inactivité qui pousse son équipage aux bêtises et l'urgence de leur mission, Laurence, qui flaire l'entourloupe, décide finalement de quitter leur prison dorée en volant les œufs. Tharkay leur apporte une aide précieuse à cette occasion; Laurence comprend lors d'une discussion avec lui que l'homme est surtout amer vis-à-vis d'un respect qu'il n'obtient jamais de ceux qu'il sert, et se réconcilie avec lui. Ils s'enfuient donc, non sans de lourdes pertes, tant humaines que chez les œufs. L'un des œufs éclorera cependant plus tard, donnant naissance à une petite Kazilik, Iskierka, cracheuse de feu au caractère impatient et bien trempé, dont Granby deviendra capitaine.
Ils arrivent en Prusse où l'état-major les accueille avec humeur : en effet ils attendaient un renfort de vingt dragons promis par l'Angleterre pour combattre Napoléon et n'ont toujours rien vu venir alors qu'ils sont à la veille d'importants combats comme les Français. Laurence et Téméraire restent donc afin de prêter main-forte à l'armée prussienne. Hélas, à cause de tactiques prussiennes trop rigides, les batailles tournent de plus en plus en faveur des Français, aidés dans leur stratégie par Lien, très écoutée de Bonaparte. Malgré le soutien de quelques dragons sauvages turcs, ramenés par Tharkay, Laurence, pris au piège dans une cité assiégée, décide d'évacuer le fort avec les soldats prussiens et de joindre l'Angleterre, dont ils restent toujours sans nouvelles, au plus vite...

## Éditions
- Black Powder War, Del Rey Books, 30 mai 2006, 365 p.  (ISBN 978-0345481306)
- Par les chemins de la soie, Le Pré aux Clercs, coll. « Fantasy », 6 février 2008, trad. Guillaume Fournier, 360 p.  (ISBN 978-2842282950)
- Par les chemins de la soie, Pocket, coll. « Pocket Science-fiction » no 7017, 14 octobre 2010, trad. Guillaume Fournier, 466 p.  (ISBN 978-2266192866)